# Spiesen-Elversberg
Spiesen-Elversberg é um município da Alemanha localizado no distrito de Neunkirchen, estado do Sarre.